# Province de Tocopilla
La province de Tocopilla est une province du Chili, située au nord de la région d'Antofagasta. Elle a une superficie de 16 385,2 km2 pour une population de 31 516 habitants, 97,6 % de la population est urbaine. Sa capitale provinciale est la ville de Tocopilla. La Province est administrée par le gouverneur Edgardo Solís Núñez.

## Communes
Cette province est subdivisée en deux communes  :
- María Elena Petite bourgade perdue un peu à l'écart de la route n° 5. On y trouve un poste d'essence, des commerces notamment dans des halles anciennes, une exploitation de salpêtre et une piste d'atterrissage.
- Tocopilla